# Jumanji (televíziós sorozat)
A Jumanji 1996-tól 1999-ig vetített amerikai televíziós rajzfilmsorozat, amely a Jumanji című film alapján készült. Az animációs játékfilmsorozat alkotói Bob Hathcock és Jeff Myers. A zenéjét Jim Latham szerezte. A tévéfilmsorozat az Adelaide Productions és a Columbia TriStar Television gyártásában készült, a Sony Pictures Television forgalmazásában jelent meg. Műfaja akciófilm- és kalandfilmsorozat. Amerikában 1996. szeptember 8. és 1999. március 11. között a UPN Kids és a BKN vetítette, Magyarországon az RTL Klub, a TV2, és a Super TV2

## Ismertető
A sorozat főszereplői Judy és Peter Shepherd, akik nemrég költöztek egy új városba. Új házuk padlásán rátalálnak a Jumanji nevű játékra, amelynek köszönhetően bekerülnek egy másik világba. A játék mindig ad egy rejtvényt, amit a gyerekeknek meg kell fejteniük, különben a játékban maradnak. Segít nekik Alan Parrish, aki régóta a játékban ragadt, és nem tudja mi a rejtvénye, amit a srácok minden áron próbálnak kideríteni.

## Szereplők

### Főszereplők
- Alan Robert John Jason Parrish III (Csuha Lajos)
- Judith "Judy" Shepherd (Mánya Zsófi)
- Peter Shepherd (Czető Roland)

### Mellékszereplők
- Nora Shepherd (Andai Kati)
- Van Pelt (Végh Ferenc)
- J.H. "Trader" Slick (Katona Zoltán)
- J.S. Heinrich Ibsen professzor (Imre István)
- Ishmael Squint kapitány (Várkonyi András)
- Gina, az amazon királynő (Makay Andrea)
- Flint (Minárovits Péter)
- Feketehangya királynő (Illyés Mari)
- Vöröshangya királynő (Némedi Mari)
- Mr. Shreve
- Mr. Shatic
- Stalker
- Aston Philips
- Ludwig Von Richtor
- The Judge
- Sand King

### További szereplők
- The Master of Jumanji
- Tribal Bob and the Manji Tribe
- Officer Carl Bentley
- Rock
- Dead-Eye

## Szinkronstáb
Magyar szöveg: Tóth Péter, Horváth Helga
Hangmérnök: Hidvégi Csaba
Vágó: Ullmann Gábor
Rendezőasszisztens: Szász Andrea
Gyártásvezető: Albecker Gabriella
Szinkronrendező: Hornyák Mihály, Gyarmati Gergely
Producer: Kovács Zsolt
Szövegek és stáblista felolvasása: Tóth G. Zoltán
Megrendelő: RTL Klub
Szinkronstúdió: Synchronsystems

## Epizódok

### 1. évad
1. A győzelem ára (Price)
2. Ha megáll az idő (Bargaining for Time)
3. Váratlan fordulat (Masked Identity)
4. Álarc mögött (Ransom of Redhead)
5. Az építőmester (Master Builder)
6. Kocka nélkül (No Dice)
7. Kőbe zárt világ (Love on the Rocks)
8. A vadász és a vad (Law of Jumanji)
9. Az óriás csirke (Stormy Weather)
10. Harc az elemekkel (El Pollo Jumanji)
11. A tökéletes pár (Perfect Match)
12. Az ajándék (Gift)
13. A hazug ember esete (Truth or Consequently)